# Alegoría de la Virtud y el Vicio
Alegoría de la Virtud y el Vicio, también conocida como «La elección de Hércules», puesto que es el tema que ilustra. Se trata de una obra del pintor italiano Paolo Veronese. Es un óleo sobre lienzo, pintado hacia 1580. Mide 2,19 metros de alto y 1,69 m de ancho. Se exhibe actualmente en la Colección Frick de Nueva York, Estados Unidos.
Aunque no es seguro, se cree que este cuadro, incluido en la serie «Alegorías del amor», realizadas por Veronés por encargo, fue un encargo del emperador Rodolfo II, pues aparece en su colección en el año 1621. Trata el tema de Hércules en la encrucijada, relato en el que el héroe tiene que elegir o bien el difícil camino de la Virtud o el más cómodo del Vicio. Aquí Hércules se dirige hacia la Virtud, mientras que el Vicio ha pretendido sujetarlo hasta por la fuerza, como evidencia la media rota.